# Tomasz Kania
Tomasz Marcin Kania – polski matematyk, doktor habilitowany nauk matematycznych. Specjalizuje się w analizie funkcjonalnej i teorii operatorów, jego zainteresowania obejmują przestrzenie Banacha oraz ich operatory, a także algebry Banacha, choć nie stroni od zagadnień z teorii mnogości, topologii ogólnej, czy teorii prawdopodobieństwa. Profesor uczelni w Instytucie Matematyki Uniwersytetu Jagiellońskiego i pracownik naukowy w Instytucie Matematyki Czeskiej Akademii Nauk w Pradze.

## Życiorys

### Wykształcenie
Absolwent I Liceum Ogólnokształcącego im. Waleriana Łukasińskiego w Dąbrowie Górniczej. Magisterium z matematyki obronił w 2010 roku na Uniwersytecie Śląskim pracą pt. „Zastosowania aksjomatu Martina” przygotowaną pod kierunkiem Aleksandra Błaszczyka. Stopień doktorski uzyskał w 2013 roku broniąc pracy pt. „Closed ideals of operators acting on Banach spaces of continuous functions” („Ideały domknięte operatorów działających na przestrzeniach Banacha funkcji ciągłych”) przygotowanej pod kierunkiem Nielsa J. Laustsena. Habilitował się w 2020 roku na podstawie oceny dorobku naukowego i publikacji pt. „Suriektywne obrazy oraz ideały algebr Banacha ze szczególnym uwzględnieniem algebr operatorów na przestrzeniach Banacha”. W 2021 roku otrzymał na Uniwersytecie Ekonomicznym w Katowicach tytuł zawodowy magistra informatyki obroniwszy pracę „Methods of Topological Data Analysis in Decision Theory” („Metody topologicznej analizy danych w teorii decyzji”) przygotowaną pod kierunkiem Tomasza Wachowicza.

### Kariera zawodowa
Pierwsze doświadczenia zawodowe zdobywał na Uniwersytecie Lancaster, gdzie w latach 2010-2013 był zatrudniony jako asystent, a roku akademickim 2014/2015 – wykładowca. W międzyczasie, od stycznia do września 2014 roku, pracował jako adiunkt w Instytucie Matematycznym PAN. W 2015 roku wykładał w Uniwersytecie Cork, po czym do końca roku akademickiego 2016/2017 pracował naukowo jako adiunkt w Instytucie Matematyki Uniwersytetu Warwick. Od 2017 roku prowadzi prace badawcze w Wydziale Analizy Abstrakcyjnej Instytutu Matematyki Czeskiej Akademii Nauk w Pradze. Od 2020 roku zatrudniony na nieetatowym stanowisku profesora uczelni w Katedrze Analizy Funkcjonalnej Instytutu Matematyki Wydziału Matematyki i Informatyki Uniwersytetu Jagiellońskiego.

### Publikacje naukowe
Swoje prace publikował w takich czasopismach jak m.in. „Advances in Mathematics", „Bulletin of the London Mathematical Society”, „Journal of Functional Analysis”, „Journal of Operator Theory", „Indiana University Mathematics Journal”, „Mathematical Proceedings of the Cambridge Philosophical Society”, „Proceedings of the American Mathematical Society”, „Transactions of the American Mathematical Society”, „Studia Mathematica”, czy „The Quarterly Journal of Mathematics”.

### Aktywność i wyróżnienia
Od 2011 roku członek górnośląskiego oddziału Polskiego Towarzystwa Matematycznego.
Laureat Nagrody im. Ottona Wichterlego w kategorii matematyka przyznanej przez Czeską Akademię Nauk w 2021 roku.